# Sargocentron microstoma
Sargocentron microstoma là một loài cá biển thuộc chi Sargocentron trong họ Cá sơn đá. Loài này được mô tả lần đầu tiên vào năm 1859.

## Từ nguyên
Từ định danh microstoma được ghép bởi hai âm tiết trong tiếng Hy Lạp cổ đại: mikrós (μικρός; "nhỏ") và stóma (στόμα; "miệng"), hàm ý đề cập đến phần miệng nhỏ hơn so với hầu hết các đồng loại trước đó trong chi Holocentrus.

## Phạm vi phân bố và môi trường sống
S. microstoma có phân bố rộng khắp khu vực Ấn Độ Dương - Thái Bình Dương, từ Seychelles, Madagascar và Maldives trải dài về phía đông đến quần đảo Hawaii, quần đảo Australes và Tuamotu, ngược lên phía bắc đến quần đảo Ryukyu và quần đảo Ogasawara (Nhật Bản), xa về phía nam đến Úc, Nouvelle-Calédonie và Tonga. S. microstoma cũng được ghi nhận tại Việt Nam, bao gồm cả quần đảo Hoàng Sa và quần đảo Trường Sa.
S. microstoma sống tập trung trên các rạn san hô, thường thấy nhất trong các cụm san hô Acropora hoặc Pocillopora lớn, có khi gần các khe hốc, độ sâu đến ít nhất là 183 m.

## Mô tả
Chiều dài cơ thể lớn nhất được ghi nhận ở S. microstoma là 20 cm. Thân có các sọc đỏ và trắng bạc xen kẽ, trong đó có một sọc đỏ dọc đường bên. Gai vây lưng có màu trắng với dải đỏ sát rìa. Đầu màu đỏ, trắng bạc ở nửa dưới. Ngạnh ở xương trước nắp mang có nọc độc.
Số gai ở vây lưng: 11; Số tia vây ở vây lưng: 12–14; Số gai ở vây hậu môn: 4 (gai thứ 3 vươn dài); Số tia vây ở vây hậu môn: 9–10; Số tia vây ở vây ngực: 14–15; Số vảy đường bên: 48–55.

## Sinh thái
Thức ăn của S. microstoma là động vật giáp xác, giun nhiều tơ và cá nhỏ. Chúng kiếm ăn về đêm.